# Borders Group

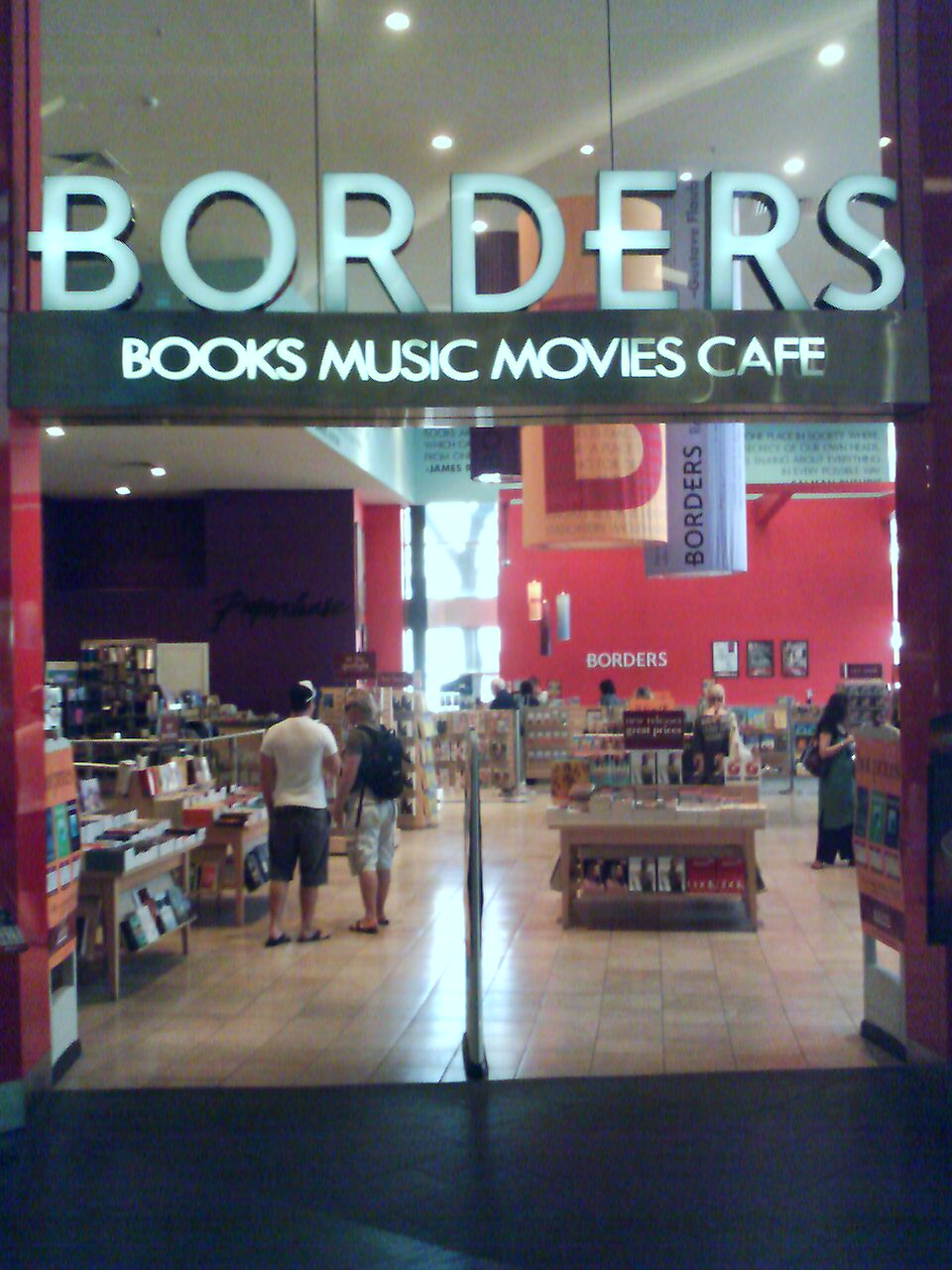
Borders-Filiale in Sydney

Die Borders Group, Inc. war ein internationales Buchhandelsunternehmen mit Sitz in Ann Arbor, Michigan.
Vor seiner Insolvenz, die das Unternehmen am 16. Februar 2011 gemäß Chapter 11 anmeldete, war Borders nach Barnes & Noble die zweitgrößte Handelskette für Bücher innerhalb der Vereinigten Staaten und hatte einen Marktanteil von 13 Prozent. Neben Büchern verkaufte Borders auch CDs, DVDs und Zeitschriften, sowie E-Book-Lesegeräte verschiedener Hersteller. Mitte Juli 2011 besaß Borders bereits nur noch 399 seiner ursprünglich etwa 650 Filialen, beschäftigte statt zuletzt rund 19.500 nur noch 10.700 Arbeitnehmer und war auf einen Marktanteil von unter fünf Prozent gefallen. Die vollständige Liquidation des Unternehmens war im September 2011 abgeschlossen.
Borders war 1971 von Tom und Louis Borders in Ann Arbor, Michigan gegründet worden. 1992 verkauften die Gründer das Unternehmen an kmart Corp. und zogen sich aus dem Management zurück. Die Firma hatte zeitweilig Filialen in England, Australien und Singapur. Die Sparte Borders U.K. hatte sich 2007 jedoch von der Muttergesellschaft gelöst, musste bereits am 26. November 2009 Insolvenz anmelden und hatte zum 24. Dezember 2009 alle Läden geschlossen. Im Online-Geschäft hatte Borders zeitweilig eng mit Amazon.com zusammengearbeitet; seit der Liquidation leitet die Website borders.com auf die Seiten der Buchhandelskette Barnes & Noble weiter.
Das Unternehmen war durch seine kreditfinanzierte Expansionspolitik zuletzt stark angeschlagen und hatte mit stark rückläufigen Umsätzen zu kämpfen, die es unter anderem auf die steigende Popularität von E-Books zurückführte. Im dritten Quartal 2010 hatte das Unternehmen nur noch 470,9 Millionen US-Dollar umgesetzt und damit einen Verlust von 74,4 Millionen Dollar erwirtschaftet.